# John Kyui
John Kyalo (John) Kyui (20 oktober 1984) is een Keniaanse atleet, die is gespecialiseerd in de marathon.

## Loopbaan
Zijn eerste grote succes boekte Kyui in 2006 met het winnen de 20 km van Parijs in een tijd van 59.23. In 2011 won hij de marathon van Zürich. Met een tijd van 2:10.00 bleef hij de Rus Aleksej Sokolov 23 seconden voor.
Hij nam zeven maal deel aan Marseille-Cassis en won de editie in 2006.

## Persoonlijke records
| Onderdeel      | Prestatie | Datum           | Plaats          |
| -------------- | --------- | --------------- | --------------- |
| 10 km          | 28.23     | 26 juni 2010    | Langueux        |
| 20 km          | 59.23     | 15 oktober 2006 | Parijs          |
| halve marathon | 1:00.51   | 27 april 2003   | Vitry-sur-Seine |
| marathon       | 2:10.00   | 17 april 2011   | Zürich          |

## Palmares

### 10.000 m
- 2001:  KAAA Weekend Track Meeting in Mombasa - 30.46,1
- 2013: 11e Keniaanse kamp. in Nairobi - 28.33,4

### 10 km
- 2002:  Charleville-Mézières - 31.12
- 2002:  Haagse Beemden Loop - 29.44
- 2002: 4e Le Havre - 29.46
- 2002:  Stratenloop in Goirle - 28.49
- 2003:  Bornes du Havre in Le Havre - 29.34,9
- 2004:  Val-de-Marne in Nogent sur Marne - 29.00
- 2006:  Marseille - 29.30
- 2006:  Suresnes Foulees - 29.25
- 2006:  Brecey - 29.10
- 2007:  Brecey - 29.24
- 2007:  Avignon - 29.37
- 2007: 12e Corrida van Houilles - 29.27
- 2007: 4e La Provence in Marseille - 29.28
- 2008: 4e Leucate - 29.24
- 2008:  Lacq - 29.39
- 2008:  Suresnes Foulees - 29.00
- 2008:  Brecey - 28.58
- 2008: 4e Avignon - 30.29
- 2008: 4e La Provence in Marseille - 29.11
- 2008:  Grasse - 29.48
- 2009: 5e Chalon sur Saône - 29.57
- 2009:  Lacq - 30.01
- 2009:  Franse kamp. in Andrézieux - 29.23
- 2009:  Angers - 29.54
- 2010:  Val D'Europe in Magny Le Hongre - 29.40
- 2010:  Chalon Sur Saone - 29.45
- 2010:  Humarathon in Vitry-sur-Seine - 29.08
- 2010:  Brecey - 28.41

### 20 km
- 2003: 6e Marseille-Cassis (20,3 km) - 1:01.06
- 2003:  Maroilles - 59.32
- 2004:  Maroilles - 1:00.05
- 2005: 10e Marseille-Cassis (20,3 km) - 1:04.12
- 2006:  20 km van Parijs - 59.23
- 2006:  Marseille-Cassis (20,3 km) - 1:00.36
- 2007: 9e Marseille-Cassis (20,3 km) - 1:02.16
- 2008: 7e Marseille-Cassis (20,3 km) - 1:02.28
- 2009: 13e Marseille-Cassis (20,3 km) - 1:04.00
- 2010: 11e Marseille-Cassis (20,3 km) - 1:05.08

### halve marathon
- 2002:  halve marathon van De Meern - 1:05.14
- 2002:  halve marathon van Ay Champagne - 1:07.03
- 2002:  halve marathon van Strasbourg - 1:05.26
- 2003:  halve marathon van Vitry-sur-Seine - 1:00.51
- 2003: 5e halve marathon van Lille (Rijsel) - 1:01.59
- 2003:  halve marathon van Vannes - 1:04.11
- 2004: 5e halve marathon van Praag - 1:03.34
- 2004:  halve marathon van Trith St Leger - 1:03.40
- 2005: 5e halve marathon van Boulogne-Billancourt - 1:04.00
- 2006:  halve marathon van Bordeaux - 1:04.06
- 2006:  halve marathon van Fontainebleau - 1:11.03
- 2006:  halve marathon van Ardoise - 1:05.32
- 2006: 7e halve marathon van Roanne - 1:06.06
- 2007:  halve marathon van La Grande Motte - 1:04.57
- 2007:  halve marathon van Lyon - 1:04.28
- 2007:  halve marathon van Friville Escarbotin - 1:03.05
- 2008:  halve marathon van Cannes - 1:05.35
- 2008:  halve marathon van La Grande Motte - 1:04.46
- 2008:  halve marathon van Gray - 1:06.28
- 2008: 5e halve marathon van Le Mans - 1:05.50
- 2008: 9e halve marathon van Lyon - 1:04.59
- 2008:  halve marathon van Beaufort en Vallée - 1:05.38
- 2009:  halve marathon van Cannes - 1:04.27
- 2009: 4e halve marathon van Blagnac - 1:07.12
- 2010: 4e halve marathon van Cannes - 1:07.43

### marathon
- 2007: 22e marathon van Parijs - 2:23.13
- 2007: 6e marathon van La Rochelle - 2:21.09
- 2008: 21e marathon van La Rochelle - 2:34.53
- 2009: 10e marathon van Utrecht - 2:21.06
- 2009: 11e marathon van Nice/Cannes - 2:23.26
- 2011:  marathon van Nagpur - 2:15.19
- 2011:  marathon van Zürich - 2:10.00
- 2011: 31e marathon van Berlijn - 2:21.38
- 2012:  marathon van Mumbai - 2:10.54
- 2012: 14e marathon van Zürich - 2:26.13,7
- 2012:  marathon van Melbourne - 2:15.58
- 2013: 4e marathon van Perth - 2:17.19
- 2013: 6e marathon van Münster - 2:19.37
- 2013: 6e marathon van Taiyuan - 2:13.09
- 2014: 4e marathon van Ahmadabad - 2:15.49
- 2014:  marathon van Omsk - 2:14.50

### veldlopen
- 2007:  Cannes Cross - 30.15
- 2007:  Firminy Cross - 28.46
- 2008:  Cannes Cross - 30.49
- 2008: 4e Firminy Cross - 30.43